# لي أبتون
لي أبتون (بالإنجليزية: Lee Upton)‏ هي شاعرة أمريكية، ولدت في 2 يونيو 1953.